# عضله‌پرستی

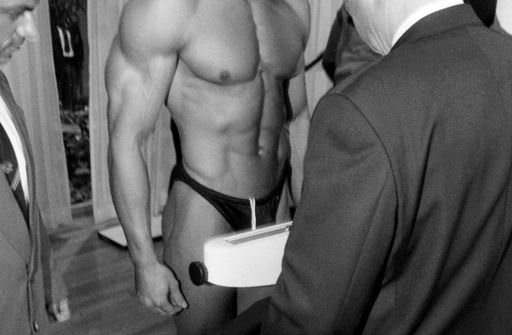
مردان بدنساز آلمانی قبل از مسابقه در حال وزن‌کشی (۱۹۹۵) عکس توسط آندریاس بوننشتنگل. مسابقات بدنسازی شبیه به نوعی عضله پرستی است، زیرا بدنساز بدن خود را در معرض دید مخاطبان قرار می‌دهد.

عضله‌پرستی (به انگلیسی: Muscle worship) یا استنولاگنیا (به انگلیسی: sthenolagnia) شکلی از بدن‌پرستی که در آن یکی از شریک‌ها (ستایش کننده)، ماهیچه‌های شریک دیگر (سلطه‌گر) را به شیوه‌ای تحریک آمیز لمس می‌کند. تمرین عضله‌پرستی می‌تواند شامل نگه‌داشتن و بلند کردن (کشتی‌گیری) مختلف و همچنین مالش، ماساژ اروتیک، بوسیدن یا لیسیدن بدن فرد سلطه‌گر باشد. اگرچه شریک‌ها در عضله‌پرستی ممکن است از هر جنس یا گرایش جنسی باشند، اغلب سلطه گر یک بدنساز، حریف تناسب اندام، یا کشتی‌گیر حرفه‌ای، دارای اندازه بدن بزرگ یا درجه بالایی از توده عضلانی قابل مشاهده، می‌باشد، در حالی‌که سلطه‌پذیر لاغرتر یا کوچک‌تر است (البته این موضوع به‌صورت همیشگی و قطعی نیست).